# イッツ・ホワット・ユー・ヴァリュー
「イッツ・ホワット・ユー・ヴァリュー」（It's What You Value)とは、1977年6月10日に発売されたジョージ・ハリスン（George Harrison）の楽曲である。

## 概要
アルバム「33 1/3」からのシングル。
イギリス限定リリース。

## 収録曲
- イッツ・ホワット・ユー・ヴァリュー - (It's What You Value )
- 僕のために泣かないで  - (Woman Don't You Cry For Me)